# 泰山電影院
泰山電影院是中華人民共和國上海市靜安區的一家電影院。

## 历史
最初名為金光大戏院,1939年在罗浮路27号百星大戏院旧址开幕。1940年搬遷至东新民路115号並更名为泰山大戏院。1956年，泰山大戏院公私合营，并改名为泰山电影院。文革期间泰山电影院改名为韶山电影院。2000年，泰山电影院改制为上海永乐股份有限公司全资子公司，并改名为永泰电影放映有限公司，简称永泰影都。2011年9月，永泰影都被改建为宾馆，名字叫做橙子公寓。